# Albert Glinsky
Albert Glinsky (New York, 9 décembre 1952) est un compositeur et auteur américain. Sa musique est jouée à l'échelle internationale, par des solistes, des ensembles et des compagnies de danse. Son livre, Theremin: Ether Music and Espionage, remporte en 2001 le prix ASCAP Deems Taylor et est considéré comme l'ouvrage de référence sur la vie de Léon Theremin, inventeur de l'instrument qui porte son nom. En 2009, Glinsky est invité par la famille du pionnier du synthétiseur, Robert Moog (qui a écrit la préface pour le livre de Glinsky), pour faire la biographie de Moog, un projet actuellement en cours.

## Biographie
Albert Glinsky est le fils des sculpteurs américains, Cleo Hartwig, sa mère et Vincent Glinsky, son père. Il grandit dans le quartier de Greenwich Village, fréquente la Haute école de musique et d'art (aujourd'hui Fiorello H. LaGuardia High School) et étudie la composition avec Joan Tower et Otto Luening. Il obtient son baccalauréat et sa maîtrise de composition de musique de la Juilliard School, où son professeur principal est David Diamant. Il obtient son doctorat spécialisé dans la musique électroacoustique, à l'Université de New York. Puis Glinsky enseigne à la faculté de Montclair State University, est ensuite compositeur en résidence du BMI à l'Université Vanderbilt et enfin chercheur et professeur de composition à l'Université Mercyhurst de Pennsylvanie. Il est marié à la claveciniste et pianiste Linda Kobler. Ils ont deux enfants : un fils, Luka et une fille, Allegra.

## Œuvre musicale
La musique d'Albert Glinsky est enregistrée sur les labels discographiques RCA Red Seal, Koch International, Centaur Records, BMG Catalyst et Leonore. Les partitions de ses œuvres sont publiées chez C. F. Peters, G. Schirmer et Hinshaw de Press.
Dès le début de ses études à la Juilliard school, Albert Glinsky se forge un style basé sur le mélange de musiques populaires contemporaines avec diverses traditions classiques. Il est l'un des premiers compositeurs à s'inspirer de styles musicaux radicalement différents. L'écrivain et critique musical américain, Tim Page, observe que « l'œuvre de Glinsky est générée par la musique populaire américaine et est moulée dans un cadre traditionnel de style et de forme ». La première pièce à intégrer pleinement cette idée est la Rhapsodie pour violon solo, flûte, cordes et timbales composée de 1971 à 1974, parfois décrite par la critique comme évoquant l'« ambiance sonore des prairies du Kentucky » et qui emploie la gamme « pentatonique, un soupçon de blues, de country, de la pop et des harmonies de quartes... habilement mélangés de manière naturelle ». Le Philadelphia Inquirer écrit que la Rhapsody, « traduit effectivement... la musique folk-rock et d'autres musiques populaires, dans un format orchestral ».
Dans une veine similaire, l’Élégie (1976) pour piano du compositeur est décrite par Le Washington Post comme « une ballade de jazz classique rhapsodique et syncopée, magnifiquement conçue » . Allan Kozinn écrit dans The New York Times, à propos de l’Élégie : « ...une fantaisie magnifiquement travaillée, dans laquelle les influences diverses, (de Debussy à Cecil Taylor, avec une touche de Rachmaninov) se montrent, mais ne dominent jamais. Sa partie centrale est pleine de virages harmoniques fascinants et imprévisibles ». Une autre œuvre importante de ses débuts, utilisant les langages pop, est la Messe pour la voix d'enfants (1978), un morceau à propos duquel le compositeur a déclaré qu'elle est une « mise en musique dans un style contemporain de folk/rock, mais en même temps, avec des accents d'écriture chorale et de chant à l'unisson ».
L'American Record Guide souligne le succès de Glinsky dans la combinaison de styles disparates dans Sunbow (1983), qui « reflète le monde de préludes non mesurés aimé par sa femme, Linda Kobler (la claveciniste pour qui l'œuvre est écrite) et son zeste de musique rock (il cite Stevie Wonder, comme inspiration…) Croyez le ou non, la combinaison fonctionne et les résultats sont beaucoup plus sophistiqués que vous ne le pensez ». Le mélange de pop et d'influences classiques de Glinsky est également remarqué dans la Toccata-Scherzo (1988), défini par le critique américain Alex Ross comme « un joyau pour le bis, entraîné par une pulsation pop ». De même, le Concerto pour piano (1993) de Glinsky est caractérisé comme une « œuvre classique moderne, fortement influencé par la musique pop et rock. La synthèse de styles — une marque de Glinsky — fournit non seulement un ensemble d'effets idiomatiques, mais des pépites musicales, points d'inspiration tirés d'artistes contemporains tels que la rockeuse Suzanne Vega... ou la britannique Kate Bush ».
Le Quatuor Canandaigua (1996) d'Albert Glinsky qui ouvre le disque du Quatuor Oregon, intitulé All That Jazz; Jazz and Rock Influences in the Contemporary American String Quartet [« Jazz et influences rock dans le 
Quatuor à cordes américain contemporain »] (2006, Koch International Classics), incite le Journal de la société pour la musique américaine à commenter : « Si l'on peut en effet interpréter cet enregistrement comme une fusion entre deux mondes, cette sélection est parfaite pour un lever le rideau ». La critique comparée des sections du premier mouvement à « une rythmique évoquant un groupe de rock » , tandis que le dernier mouvement, "Spin-Out", est noté comme « particulièrement intéressant ponticello, trémolo, et les effets de glissando pour simuler une guitare électrique ou le synthétiseur ». Le magazine américain Fanfare, pour sa part, note les « éléments folkloriques dans un mélange grisant de jazz, de rock »
Une autre zone de composition explorée par Albert Glinsky est celle de la musique électronique, découverte par un travail qu'il fait aux studios de l'Université de New York dans le milieu des années 1980, avec divers synthétiseurs analogiques et numériques, notamment : alphaSyntauri, Voyetra-8, Serge, Buchla, Moog, McLeyvier, Aries, Yamaha DX7 et le Fairlight CMI. Son intérêt pour les artistes de l'« art rock », dont certains ont utilisé ces instruments dans leurs albums, inspire une série de pièces courtes, entièrement créées au studio. La pièce du compositeur de 1995, sur le thème de l'itinérance, Day Walker, Night Wanderer, est une œuvre dramatique de 45 minutes pour ensemble de chambre, chanteuse et musique électronique, commandée par l'ensemble de musique contemporaine, Relâche, basé à Philadelphie, qui en assure la création. Dans ses notes de programme pour la première, Glinsky écrit : « d'un point de vue stylistique, l'œuvre s'appuie sur de nombreuses ressources : l'intégration d'éléments rock et jazz qui caractérisent mon œuvre dans son ensemble ; un intérêt pour le collage sonore électronique provenant de l'époque des studios de musique électronique de l'Université de New York ; et une longue passion pour la musique des « concept rockers » comme Kate Bush et Peter Gabriel. En bref, J'ai tenté de réunir l'« art de la chanson » et l'« art rock » dans un amalgame qui attire les niveaux les plus profonds de l'exploration psychologique de l'un et épouse la spontanéité et la franchise de l'autre ».
Parmi les œuvres récentes de Glinsky citons ses Allegheny Quartet (2009), commandés pour le 250e anniversaire de Pittsburgh, décrits par le Pittsburgh Tribune-Review comme « une œuvre immédiatement séduisante » incorporant « très efficacement une mise en musique d'airs folkloriques français, anglais et des Indiens d'Amérique », et son Sun Chanter (2013), pièce commandée pour le 100e anniversaire du Erie Philharmonic (Pennsylvanie) — une pièce qui, selon le compositeur, intègre des influences du théâtre musical dans le langage harmonique.
Les œuvres d'Albert Glinsky sont jouées à travers les États-Unis, en Europe et en Extrême-Orient dans des salles telles que le Lincoln Center, le Centre Kennedy, l'Aspen Music Festival, le Wolf Trap, le Suntory Hall de Tokyo et la Salle Cortot à Paris. Ses œuvres ont été commandées, interprétées et enregistrées par des ensembles tels que l'Orchestre de chambre de Zurich, le Quatuor à cordes Cavani, le Pittsburgh New Music Ensemble, Relâche, le Chœur des garçons de Harlem, l'Erie Philharmonic, le Westmoreland Symphony, les quatuors à cordes Oregon et Biava, le Concerto Soloists of Philadelphia, la Pittsburgh Chamber Music Society et par des pianistes, tels que Greg Anderson, Neil Rutman, Tibor Szasz et Leslie Spotz, la violoniste Maria Bachmann et des chefs d'orchestre tels que Walter Hendl, Eiji Oue, Edmond de Stoutz, Ignat Soljenitsyne et Daniel Meyer. La musique de Glinsky est souvent chorégraphiée et a été présentée par la Joffrey II Company (trois saisons en tournée internationale), Les Grands Ballets canadiens, Marin Ballet, Lexington Ballet, Wilkes Barre Ballet et des universités à travers les États-Unis. Il a reçu des récompenses et les honneurs de la National Endowment for the Arts, l'Académie américaine des arts et des lettres (Prix Hinrichsen), la Jerome Foundation, l'Astral Fondation, Meet the Composer (aujourd'hui New Music USA), le Pennsylvania Council on the Arts, le New York State Council on the Arts et du programme de bourse du New York State CAPS. Glinsky a reçu en outre deux prix du concours international de clavecin Aliénor (1986, 2004) et a été un artiste en résidence de l'Ucross Fondation dans le Wyoming. Il est membre de l'alliance des compositeurs américains.
Reconnu par L'Académie américaine des arts et des lettres, la citation du prix Hinrichsen de Glinsky évoque sa musique qui « vibre de la vie américaine, dans le rythme, l'accent et dans son envolée lyrique ». Pour résumer l'œuvre d'Albert Glinsky, le chef américain, Walter Hendl écrit en 1994 : « je considère Albert Glinsky comme l'un des meilleurs jeunes compositeurs américains… J'ai joué la première mondiale de son poème symphonique, « Throne of the Third Heaven » en 1989. J'ai entendu et vu la partition de son concerto pour piano et le considère comme une contribution majeure à la littérature du concerto. Selon mon estimation, il est très favorablement comparable au concerto pour piano de Samuel Barber ».

## Ouvrages
La biographie d'Albert Glinsky, Thérémine: Theremin: Ether Music and Espionage, dotée d'une préface de Robert Moog, est publiée en anglais en 2000, par l'University of Illinois Press et reçoit une critique positive dans le monde entier et une large couverture de presse dans les médias écrits et électroniques, allant du Toronto Star à The Weekly Standard, le magazine Electronic Musician, Computer Music Journal et Performance Today (National Public Radio). Le Times a écrit qu'il s'agissait d'« une redécouverte fascinante d'un homme oublié et une contribution précieuse à l'histoire du futur ». Le Washington Post l'a trouvé comme une « recherche exhaustive et révélatrice » et Larry Lipkis a écrit dans le Library Journal qu'il « aborde les écrits d'Alexandre Soljenitsyne dans son intensité ». Le compositeur et critique américain, Kyle Gann a écrit, « Theremin: Ether Music and Espionage d’Albert Glinsky, est la biographie musicale la plus excitante que j’ai jamais lue ». Le magazine The Wire l'a appelé, « une biographie de premier plan destinée à rester le portrait déterminant de son sujet » et depuis sa publication, le livre est devenu la principale ressource sur Leon Theremin et son travail, aussi bien dans les sphères académiques que populaires. Le musicologue américain, Richard Taruskin, référence et cite Theremin dans son livre, Music in the Late Twentieth Century: The Oxford History of Western Music et le livre est référencé dans de tels volumes de Cambridge Introductions to Music: Electronic Music, Electronic and Experimental Music de Thom Holmes, Analog Days de Trevor Pinch et Frank Trocco et dans de nombreux mémoires de maîtrise, thèses de doctorat et articles universitaires à travers le monde, sur des sujets allant de l'histoire de la musique électronique, à la technologie des capteurs et aux applications scientifiques et musicales des champs électromagnétiques. Theremine a également été utilisé dans des listes de lecture obligatoires pour différents cours sur la musique électronique.
Le dramaturge tchèque et metteur en scène, Petr Zelenka, cite le Theremine d'Albert Glinsky comme une source majeure de sa pièce, Teremin et l'auteur canadien Sean Michaels a déclaré que son roman Us Conductors tirait sa principale source de matériel du livre de Glinsky. Le directeur du centre Theremine de Moscou, Andrey Smirnov, tire des citations de Thérémine, dans l'introduction de son exposition, Generation Z, qui a fait des tournées en Russie, en Hongrie et en Allemagne. Le livre continue à provoquer des publications de commentaires, par exemple dans le magazine Russian Life, en 2012.
Theremin reçoit le prix Deems Taylor 2001 de ASCAP et depuis, la publication du livre, Glinsky est invité à des conférences sur Leon Theremin et son œuvre dans beaucoup d'endroits des États-Unis et à l'étranger :  notamment à la CIA à Langley, au Caramoor Center for Music and the Arts (Katonah), à Madrid, au Moogfest de Asheville, par l'Orchestre symphonique de Pittsburgh et dans les lycées et universités américaines et canadiennes. En décembre 2000, Albert Glinsky apparaît dans une présentation commune avec Bob Moog à l'Université d'État de New York à Buffalo.
Albert Glinsky a été interviewé et présenté dans de nombreux programmes de radio et de télévision, notamment sur CBS « Sunday Morning », PBS « History Detectives », Science Channel, Discovery Channel, A&E, BBC Radio 2, BBC Radio 4, BBC World Service, CBC Radio et Télévision au Canada, Public Radio International et sur des vidéos liées au Theremin.
Le 22 mai 2012, la Fondation Bob Moog annonce officiellement sur son site qu'Albert Glinsky est l'écrivain autorisé pour la biographie de Bob Moog. La famille Moog et la Fondation Bob Moog ont accordé à Glinsky l'accès à leurs archives personnelles, comprenant photos, documents et ressources vidéos et audio.

## Compositions (sélection)

### Musique de chambre
- Toccata-Scherzo, pour violon et piano (1988)
- Canandaigua Quartet, pour quatuor à cordes
- Allegheny Quartet, pour quatuor à cordes
- Masquerade, trois tableaux d'après Beardsley, pour 10 instruments : flûte, hautbois, clarinette, basson, cor, harpe,  percussion, violon, violoncelle et contrebasse (1986)
- Duo Sonata, pour basson et piano

### Musique vocale
- Twilight Serenade, pour mezzo-soprano et piano
- Jubilate Deo, pour voix aiguë et piano
- Prothalamion, pour mezzo-soprano et quatuor à cordes
- High Flight, pour soprano et piano

### Musique chorale
- Tor House, pour chœur a capella
- Mass, pour voix d'enfants ou chœur de femmes, quatre violoncelles et piano
- Psalm 103, pour chœur SATB et orgue
- O Magnum Mysterium, pour chœur SATB et orgue
- Morning Star, pour chœur SA et orgue ou piano

### Orchestre
- Sun Chanter
- Concerto pour piano
- Throne of the Third Heaven
- Rhapsody for Solo Violin, Flute, Strings, and Timpani, pour orchestre de chambre
- Concerto pour clairon et ensemble à vent
- Corona, Fanfare for a New Millennium

### Œuvres pour instrument seul
- Sunbow (clavecin)
- Six Miniatures pour violon seul
- Elegy (piano)
- 1968 (a Fantasy-Improvisation) (piano)
- Apparition (piano)
- Silver Blue (piano)
- Isla del Encanto (Four Pictures of Puerto Rico) (piano)

### Œuvres électroniques
- Timescape
- Timescape II
- Spatial Fantasy
- The Ride
- Day Walker, Night Wanderer (electronic score)